# Cantón de Pau-3
El cantón de Pau-3 (cantón n.º 20, Pau-3 en francés) es una división administrativa francesa del departamento de los Pirineos Atlánticos creado por Decreto n.º 2014-148, artículo 21.º, del 25 de febrero de 2014 y que entró en vigor el 22 de marzo de 2015, con las primeras elecciones departamentales posteriores a la publicación de dicho decreto.

## Historia
Con la aplicación de dicho Decreto, los cantones de Pirineos Atlánticos pasaron de 52 a 27.
La capital (Bureau centralisateur) está en Pau.

## Composición
El cantón de Pau-3 está formada por las comunas de Bizanos (una de las cinco comunas del desaparecido cantón de Pau-Sur) y Mazères-Lezons (una de las seis comunas del desaparecido cantón de Cantón de Pau-Oeste|Pau-Oeste]])  y la parte de la comuna de Pau situada al sur de una línea definida por el eje de las vías y límites siguientes: desde el límite territorial de la comuna de Bizanos, pasando por la rotonda de Yitzhak Rabin, avenida del Mariscal Leclerc, avenida de Blé Moullé, paseo de Morlàas, avenida de Rousse, avenida de las Lilas, calle de Jean-Jacques de Monaix, avenida del Lobo, calle de Anatole France, calle de Jean Jaurès, avenida de Honoré Baradat, calle de Pasteur-Alphonse Cadier, avenida de Henri Dunant, paseo de Lyautey, bulevar de Alsacia-Lorena, calle de Emile Garet, calle de Lespy, calle de Henri Faisans, paseo de Bosquet, calle del Mariscal Foch, calle de Servies, calle de Montpensier, calle de Orleans, calle de Faget de Baure, calle de Santiago, calle de los Cordeleros, calle del Mariscal Joffre, calle del Castillo, calle de Enrique-IV, calle del Molino, plaza de la Moneda, avenida de Jean Biray, lado derecho perpendicular a la avenida de Jean Biray al nivel de la Torre de la Moneda, hasta el límite territorial de la comuna de Gelos.
| Comunas        | Código INSEE | Superficie (km²) | Población (2012) | Densidad (hab/km²) | Distrito | Cantón anterior |
| -------------- | ------------ | ---------------- | ---------------- | ------------------ | -------- | --------------- |
| Bizanos        | 64132        | 4,42             | 4767             | 1078,5             | Pau      | Pau-Sur         |
| Mazères-Lezons | 64373        | 4                | 1908             | 477                | Pau      | Pau-Oeste       |

En 2012, la población total del nuevo cantón era de 22139 habitantes.